# Blastobasis spectabilella
Blastobasis spectabilella é uma espécie de mariposa do gênero Blastobasis pertencente à família Coleophoridae.